# Lucie von Hanstein
Lucie von Hanstein, verheiratete Baeblich, (* 25. Juli 1835 in Berlin; † 8. Dezember 1923 in Berlin) war eine deutsche Schriftstellerin.

## Leben
Sie wurde als Tochter des Pfarrers Ludwig von Hanstein in Berlin geboren. Bereits während des Besuchs der Höheren Töchterschule schrieb sie Gedichte, die auf Schulfesten vorgetragen wurden. Erzählungen, die sie im Alter von 15 Jahren schrieb, wurden in einer Jugendzeitung abgedruckt. Im Alter von 19 Jahren legte sie 1854 die Lehrerinnenprüfung ab und unterrichtete von da an in einer Berliner Höheren Töchterschule.
Im Jahr 1861 heiratete sie den damaligen Schulvorsteher und späteren Rektor und Bibliothekar des städtischen Schulmuseums in Berlin Alexander Baeblich. Ab Weihnachten 1882 erschienen Erzählungen und Humoresken in der Zeitschrift Die Post. Sie wurden später gesammelt in Buchform herausgegeben. Die Kritik lobte die Werke für ihren feinen Humor.
Sie starb 1923 in ihrer Wohnung in der Werderstraße 24 (heute Habelschwerdter Allee 24) in Dahlem.

## Werke
- 1886: Heitere Geschichten für heitere Leute (Humoresken), Verlag Richard Eckstein Nachfolger, Berlin, 170 Seiten
- 1887: Unter heiterer Flagge (Humoresken), Verlag Richard Eckstein Nachfolger, Berlin, 137 Seiten